# طنجاز
طنجاز (بالفرنسية: Tanjazz)‏ هو مهرجان دولي لموسيقى الجاز أسسه «فيليب لورين» ويعقد سنويا في مدينة طنجة المغربية منذ سنة 2000.

## قائمة العروض
- النسخة الأولى: شتنبر 2000
- النسخة الثانية: شتنبر 2001
- النسخة الثالثة: شتنبر 2002
- النسخة الرابعة: 28 ماي إلى 2 يونيو 2003
- النسخة الخامسة: 18 إلى 24 ماي 2004
- النسخة السادسة: 24 إلى 30 ماي 2005
- النسخة السابعة: 24 إلى 29 ماي 2006
- النسخة الثامنة: 16 إلى 21 ماي 2007
- النسخة التاسعة: 28 ماي إلى 1 يونيو 2008
- النسخة العاشرة: 10 إلى 14 يونيو 2009
- النسخة الحادية عشر: 22 إلى 26 شتنبر 2010
- النسخة الثانية عشر: 21 إلى 25 شتنبر 2011
- النسخة الثالثة عشر: 19 إلى 23 شتنبر 2012
- النسخة الرابعة عشر: 18 إلى 22 شتنبر 2013
- النسخة الخامسة عشر: 10 إلى 14 شتنبر 2014
- النسخة السادسة عشر: 9 إلى 13 شتنبر 2015
- النسخة السابعة عشر: 22 إلى 25 شتنبر 2016

## أماكن التنظيم
- خشبة رينو المدينة
- خشبة بي إم سي أي المدينة
- خشبة قصر رينو
- خشبة قصر بي إم سي أي
- نادي طنجاز
- مقهى طنجاز
- بهو طنجاز

## وصلات خارجية
- الموقع الرسمي